# ماسيمو مارتينو
ماسيمو مارتينو (بالفرنسية: Massimo Martino)‏ (18 سبتمبر 1990 بلوكسمبورغ في لوكسمبورغ - ) هو لاعب كرة قدم لوكسمبورغي في مركز الدفاع. شارك مع منتخب لوكسمبورغ تحت 21 سنة لكرة القدم ومنتخب لوكسمبورغ لكرة القدم. أما مع النوادي، فقد لعب مع إف91 دوديلانج وجينيس إيسش ونادي فولا إيش وF.C. Luxembourg City ‏ ونادي فوبرتال الرياضي ونادي غريفينماتشر الرياضي ‏ وRacing FC Union Luxembourg ‏.

## وصلات خارجية
- ماسيمو مارتينو على موقع الاتحاد الدولي (مؤرشف)  (الإنجليزية)
- ماسيمو مارتينو على موقع الاتحاد الأوربي (الإنجليزية)
- ماسيمو مارتينو على موقع قاعدة بيانات كرة القدم.إي يو (الإنجليزية)
- ماسيمو مارتينو على موقع قاعدة بيانات كرة القدم.إي يو (الإنجليزية)
- ماسيمو مارتينو على موقع ناشيونال فوتبول تيمز (الإنجليزية)
- ماسيمو مارتينو على موقع Soccerway.com (الإنجليزية)
- ماسيمو مارتينو على موقع AS.com (الإسبانية)